# Syedra (Cilicie)
Pour les articles homonymes, voir Syedra.

Syedra (grec ancien : Σύεδρα) était une ville antique de Cilicie sur la côte méridionale de l'actuelle Turquie, à 18 kilomètres au sud-est d'Alanya.
Les ruines de la cité se trouvent aujourd'hui sur une colline qui domine la côte, on peut encore voir les restes de thermes et d'une basilique.